# Barbe d'or et les Pirates
Pour plus de détails, voir Fiche technique et Distribution.
Barbe d'or et les Pirates (titre original : Yellowbeard)  est un film britannique réalisé par Mel Damski, sorti en 1983.
La distribution est constituée de plusieurs membres des Monty Python, du duo Cheech & Chong et de Marty Feldman dans son dernier rôle.

## Synopsis
Barbe d'or le pirate (Graham Chapman), emprisonné pour fraude fiscale, est autorisé à s'échapper de prison pour mener les autorités à son trésor. Sa femme a négligé de lui dire qu'ils ont un fils âgé de 20 ans, qui est, suprême disgrâce ! un intellectuel. La marine britannique, Barbe d'or, son fils et les membres de l'ancien équipage de Barbe d'or se lancent tous à la poursuite du trésor.

## Fiche technique
- Réalisation : Mel Damski
- Scénario : Graham Chapman, Peter Cook, Bernard McKenna (en) et David Sherlock
- Photographie : Gerry Fisher
- Montage : William H. Reynolds
- Musique : John Morris
- Production : Rob Reiner
- Société de production : Hemdale Film Corporation (en)
- Société de distribution : Orion Pictures
- Budget : 10 000 000 $
- Pays d'origine : Royaume-Uni
- Langue : anglais
- Format : couleurs - 35 mm - 1,85:1 - son mono
- Genre : Comédie
- Durée : 96 minutes
- Dates de sortie : 
  - États-Unis : 24 juin 1983
  - Royaume-Uni : 28 juillet 1983
  - France : 31 août 1983

## Distribution
- Graham Chapman : Captain Yellowbeard
- Peter Boyle : Moon
- Cheech Marin : El Segundo
- Tommy Chong : El Nebuloso
- Peter Cook : Lord Lambourn
- Marty Feldman : Gilbert
- Martin Hewitt (en) : Dan
- Michael Hordern : Dr Gilpin
- Eric Idle : Commandant Clement
- Madeline Kahn : Betty
- James Mason : Captain Hughes
- John Cleese : Harvey 'Blind' Pew
- Kenneth Mars : M. Crisp et Verdugo
- Spike Milligan : Flunkie
- Stacey Nelkin : Triola
- Nigel Planer : Mansel
- Susannah York : Lady Churchill
- Beryl Reid : Lady Lambourn
- Ferdy Mayne : M. Beamish
- John Francis : Chaplain
- Peter Bull : Queen Anne
- Bernard Fox : Tarbuck
- Ronald Lacey : Man with parrot
- Greta Blackburn : M. Prostitute
- Nigel Stock : Amiral
- Kenneth Danziger : Mr Martin
- Monte Landis : garde de prison
- Richard Wren : un pirate
- Gillian Eaton : Rosie
- David Bowie : The Shark (non crédité)